# Raćkowszczyzna
Raćkowszczyzna – nieistniejąca wieś. Tereny, na których leżała znajdują się obecnie na Białorusi, w obwodzie mińskim, w rejonie mołodeczańskim, w sielsowiecie Markowo.
Przed 1939 Raćkowszczyzna leżała w Polsce, województwie wileńskim, powiecie mołodeczańskim.